# 西池袋
西池袋（日语：／ Nishi-ikebukuro */?）是東京都豐島區的町名。現行行政地名為西池袋一丁目至西池袋五丁目。

## 地理
池袋站西口至要町通西南側，山手通東南側至西武池袋線線路北側的區域。北臨池袋，東接東池袋、南池袋，南連目白、南長崎，西通長崎、千早、要町。此地除了有不亞於池袋站東口的大眾商業設施、餐飲街與歡樂店街，並有東京藝術劇場、立教大學等教育文化設施，以及池袋警察署、池袋消防署、豐島稅務署等公家機關。
西池袋通往池袋站東側的道路中，車站南側通往南池袋的道路通稱驚嚇陸橋，車站北側通往東池袋的行人專用道路名為雜司谷隧道（通稱：WE ROAD，ウイ・ロード）。

## 歷史
本來此地多為中小規模的商店與餐飲店。戰後，豐島師範學校舊址形成黑市「西口市場」，因此開發較東口晚。黑市撤除後開始開發，國鐵職員住宅團地舊址改建為大都會大飯店，豐島師範學校舊址改建為東京藝術劇場，芝浦工大高校舊址改建為大都會廣場，街景為之一變。
- 西池袋至椎名町站一帶在昭和初期的戰間期聚集許多年輕藝術家，稱池袋蒙帕納斯（日语：池袋モンパルナス）。但在戰爭期間徵招從軍造成藝術運動暫時停止。戰後成為前衛藝術據點。
- 池袋站附近已不見現代主義街景，但往郊外山手通方向仍可見到平房工作室。此外，西池袋－目白－新宿區中落合－中井各町一帶的目白文化村（日语：目白文化村）還保留著現代主義建築。

## 交通

### 鐵路
- 池袋站（西口、北口）
  - JR東日本
    - 山手線
    - 埼京線
    - 湘南新宿線

  - 東京地下鐵
    - 有樂町線
    - 副都心線
    - 丸之內線

  - 西武鐵道 - 池袋線
  - 東武鐵道 - 東上線

- 要町站（東京地下鐵）- 東側一部分屬西池袋。
  - 有樂町線
  - 副都心線

### 巴士

#### 路線巴士
- 池袋站西口停留所、國際興業總合案內所停留所、池袋二丁目停留所、要町站停留所（國際興業巴士（日语：国際興業バス））
  - 池02、池04、池05、其他系統 - 往池袋站西口
  - 池07系統 - 往陽光城南
  - 池02、池82系統 - 熊野町循環
  - 池03、池20、池21、池83系統 - 往池袋站西口
  - 池03、池83系統 - 要町循環
  - 池04、池84系統 - 中丸町循環
  - 池05、池85系統 - 往日大醫院
  - 池07系統 - 往江古田二又
  - 池10系統 - 往平和台站（深夜巴士）
  - 池11系統 - 往中野站北口（國際興業巴士、關東巴士）
  - 池20系統 - 往高島平操車場
  - 池21系統 - 往高島平站
- 池袋車庫（日语：国際興業バス池袋営業所）停留所（國際興業巴士）
  - 池11系統 - 往池袋站西口，中野站北口（國際興業巴士、關東巴士）
  - 池80系統 - 往池袋站西口
  - 池82系統 - 熊野町循環往池袋站西口
  - 池83系統 - 要町循環往池袋站西口
  - 池84系統 - 中丸町循環往池袋站西口
  - 池85系統 - 往日大醫院
- 椎名町站北口停留所（國際興業巴士、關東巴士）
  - 池11系統 - 往池袋站西口、往中野站北口

#### 深夜急行巴士
- 池袋站西口停留所（國際興業巴士）
  - 午夜箭號（ミッドナイトアロ）ー成增、朝霞台 - 往朝霞台站
  - 午夜箭號ー朝霞台、新座 - 往新座站南口
  - 午夜箭號ー光丘、和光市 - 往和光市站南口
  - 午夜箭號ー高島平、中浦和 - 往中浦和站
  - 午夜箭號ー浦和、大宮 - 往大宮站東口
  - 午夜箭號ー南浦和、東浦和 - 往東浦和站
- 池袋站西口停留所（東武巴士）
  - 午夜箭號ー川越 -  往神明町車庫
  - 午夜箭號ー和光、志木 - 往新座車庫（日语：東武バスウエスト新座営業所）

#### 長距離、高速巴士
- 池袋站西口停留所（國際興業巴士）
  - 丘比特號（日语：ジュピター号） - 往能代營業所
  - 遠野、釜石號（日语：遠野・釜石号） - 往大槌站前
  - 伊哈都舞號（日语：イーハトーブ号） - 往紫波中央站
  - 氣仙Liner號（日语：岩手県交通） - 往釜石營業所（日语：岩手県交通釜石営業所）
  - 夕陽號（日语：夕陽号） - 往酒田庄交巴士總站

### 道路
- 東京都道441號池袋谷原線（要町通）
- 東京都道317號環狀六號線（山手通）
- 首都高速道路中央環狀新宿線（西池袋出入口）
- 劇場通
- 驚嚇陸橋（日语：びっくりガード）

## 設施

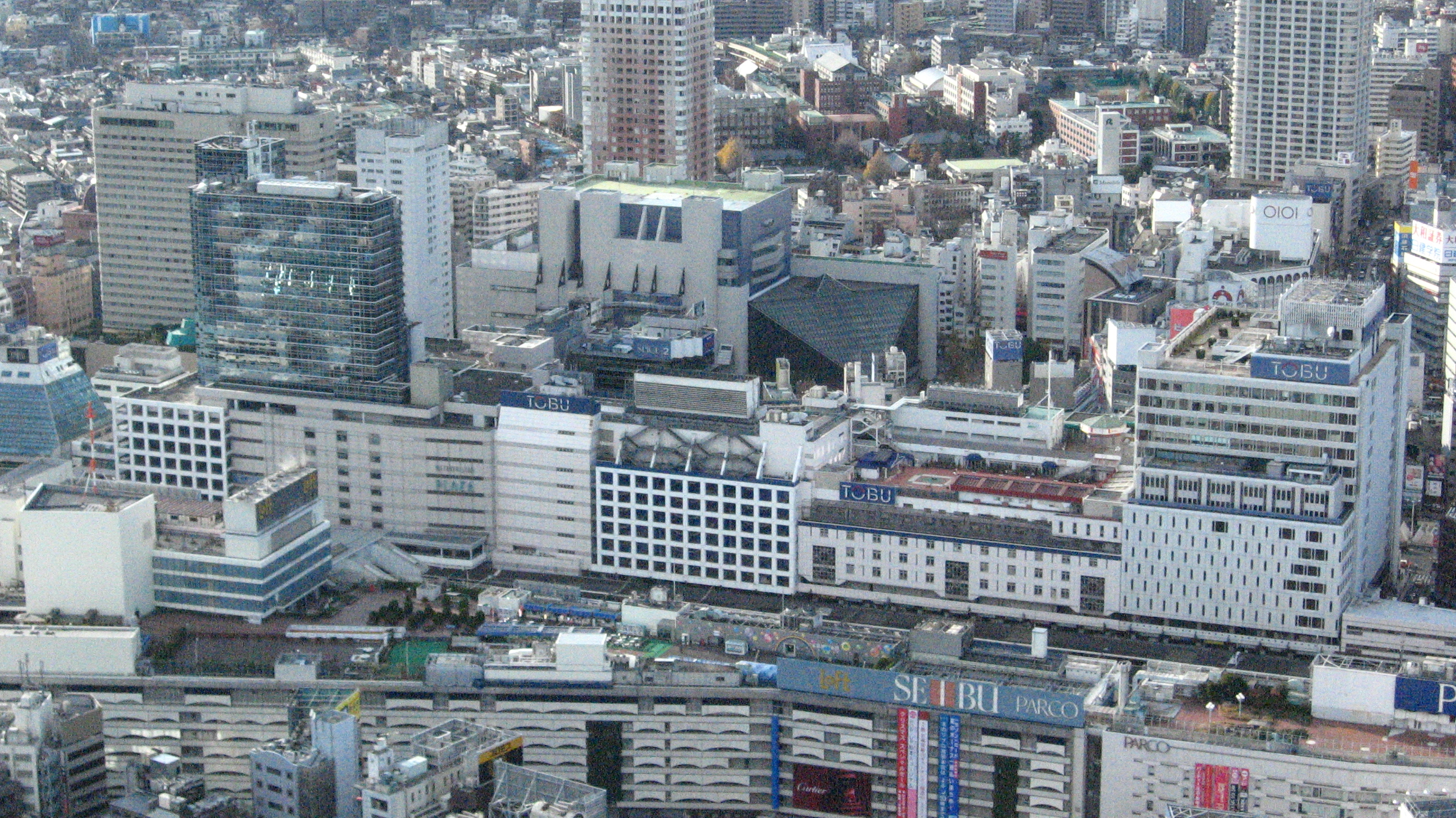
東武百貨店本店（陽光城60展望台所見之全景）

### 西池袋一丁目
- 池袋站（西口、北口）
- 東武百貨店池袋本店
  - VIEW PLAZA（日语：びゅうプラザ）池袋站（與綠色窗口一體化）
  - 池袋警察署池袋站西口交番
  - 旭屋書店（日语：旭屋書店）、優衣庫、Pia站等
- 大都會廣場
  - 大都會廣場內郵便局
  - 花旗銀行池袋支店
  - H.I.S.池袋旅遊集市大都會廣場營業所
  - HMV池袋大都會廣場店
- 大都會大飯店（日语：ホテルメトロポリタン）
- 東武HOPE CENTER
- 東武旅遊（日语：東武トラベル）（池袋站支店、池袋站海外旅行支店、池袋蘋果路支店）
- 必酷（日语：ビックカメラ）池袋西口店（舊丸井池袋運動館）
- Rosa會館（日语：ロサ会館）
- 池袋演藝場（日语：池袋演芸場）
- 東京都豐島都稅總合事務所
- 池袋警察署（日语：池袋警察署）
- 池袋西口公園
- 豐島區立元池袋史蹟公園（日语：豊島区立元池袋史跡公園） - 「池袋」的由來。
- 東京藝術劇場
- 銀行
  - 瑞穗銀行池袋西口支店
  - 三菱東京UFJ銀行西池袋支店
  - 三井住友銀行池袋支店
  - 三井住友信託銀行池袋支店
  - 三菱UFJ信託銀行池袋支店
  - 西京信用金庫（日语：西京信用金庫）池袋支店
  - 新生銀行池袋支店
  - 郵貯銀行池袋站西口出張所
- 東京都水道局（日语：東京都水道局）豐島営業所
- 知音本店（中華物品販賣店）
  - 知音書店（中文相關書籍、音樂CD，DVD等）
  - 知音食品（都內最大規模中華食材超市）
- 雜司谷隧道（日语：雑司が谷隧道）（通称：WE ROAD，ウイ・ロード） - 連繫東西池袋的連絡道路

### 西池袋二丁目
- 東京消防廳池袋消防署
- 豐島區立鄉土資料館
- 豐島區立西池袋第一保育園
- 婦人之友社
- 自由學園（日语：自由学園）明日館

### 西池袋三丁目
- 豐島區立池袋第三小學校
- 西池袋第二區民集會室
- 西池袋郵便局
- 池袋警察署西池袋交番
- 三菱東京UFJ銀行池袋西口支店
- 丸井CITY池袋
  - 大光銀行（日语：大光銀行）池袋支店
- 豐島稅務署
- 豐島青色申告會
- JTB TRAVELAND（日语：JTBトラベランド）池袋西口店
- 立教大學
- 立教小學校（日语：立教小学校）
- 舞台藝術學院（日语：舞台芸術学院）

### 西池袋四丁目
- 豐島區立西池袋中學校
- 水道端美術學院（日语：すいどーばた美術学院）
- 豐島區立西池袋第二保育園
- 西池袋出入口（首都高速道路中央環狀新宿線）

### 西池袋五丁目
- 要町站（跨西池袋與要町）
- 八千代銀行（日语：八千代銀行）西池袋支店
- 東京三協信用金庫（日语：東京三協信用金庫）池袋支店
- 池袋警察署二又交番
- 立教池袋中學校、高等學校（日语：立教池袋中学校・高等学校）
  - 立教學院內郵便局
- 池袋調理師專門學校（日语：池袋調理師専門学校）
- 舊江戶川亂步亭

## 備註
1. ↑  住民基本台帳による年齢別人口（平成26年7月1日現在）[永久]

## 外部連結
- 豐島區官方網站 （页面存档备份，存于）
- 東京都豐島區町會聯合會